# 桑達斯基縣 (俄亥俄州)
桑達斯基县（英語：Sandusky County）是美國俄亥俄州北部的一個縣，東北角以桑達斯基灣與伊利湖相通。面積1,082平方公里。根據美國2000年人口普查，共有人口61,792人。縣治弗里蒙特 (Fremont)。
成立於1820年2月12日。縣名來自印第安語，是「冷水」的意思。